# Michèle Lamy
Pour les articles homonymes, voir Lamy.
Michèle Lamy, est une égérie, modèle et performeuse née en 1944 à Oyonnax.
Elle est la mécène et productrice du créateur de mode américain Rick Owens.

## Biographie

### Jeunesse
Michèle Lamy est née à Oyonnax, dans l’Ain dans une famille d’industriels de la lunetterie. 
Son âge exact fait partie des grands mystères de la mode, mais elle affirme dans une interview être singe en astrologie chinoise. En regardant les calendriers chinois, on peut donc supposer qu'elle est née en 1944. 
Michèle Lamy a suivi une formation d'avocate pénaliste. En 1979, elle quitte la France pour Los Angeles, elle y ouvre deux restaurants, le Café des Artistes et Les Deux Cafés. À cette période, elle devient styliste et lance une ligne de vêtements baptisée Lamy, pour laquelle le jeune Rick Owens est embauché pour l’aider à la découpe des patrons.

### Carrière artistique
Elle rencontre Rick Owens devenu son compagnon, à la fin des années 1980. Elle le sort de la drogue et il s'oriente vers la mode, Michèle Lamy devient une figure emblématique de la vie nocturne underground du Los Angeles du milieu des années 1990.
En 2003, elle quitte Los Angeles pour s'installer à Paris avec Rick Owens. Muse et collaboratrice, on lui doit en partie l'expansion de la marque, mais aussi celle de son protégé : Gareth Pugh. 
En parallèle, elle chante, interprète et produit pour le cinéma.
En novembre 2010, elle pose pour le photographe Steven Klein dans le magazine Vogue Paris.
En 2015 elle joue dans l'une des vidéos de l'EP M3LL155X de FKA Twigs. Elle apparaît dans le premier clip (Figure 8), portant au front une extension au bout lumineux imitant certains poissons des abysses. 
En 2017, le couple aménage une barge avant de la faire naviguer jusqu’à la Biennale de Venise. Baptisée Bargenale, ils l'ont ancré sur l’île de Certosa. À l'intérieur, un chef congolais concoctait des plats issus de l’afro-fusion tandis que des artistes et créateurs comme Virgil Abloh exposaient temporairement leurs travaux et qu’un  studio d’enregistrement improvisé était investi par A$AP Rocky.

### Vie privée
Elle est mère d'une fille, dite « Scarlett rouge » née d'un premier mariage.
Son nom de jeune fille est Gros mais elle conserve le nom de Lamy issu d’un 1er mariage.

## Physique
Michèle Lamy est une femme aux doigts et ongles noirs, ainsi que ses dents sont en plaqué or et diamants. Elle ourle ses yeux de noir intense en hommage aux Berbères d'Algérie. Elle dessine une ligne noire sur son front chaque matin. Elle porte de nombreux bracelets, bagues et boucles d'oreille.